# Championnat d'Écosse de football 1998-1999
Navigation
Édition précédente Édition suivante
La 102e édition du championnat d'Écosse de football est remportée par le Rangers Football Club. C’est son 48e titre de champion. Les Rangers l’emportent avec 6 points d’avance sur le Celtic FC. Le Saint Johnstone complète le podium.
Le système de promotion/relégation reste en place : descente et montée automatique pour le dernier de première division et le premier de deuxième division : Dunfermline Athletic descend en deuxième division. Il est remplacé pour la saison 1999/2000 par le Hibernian FC.
Avec 27 buts marqués en 36 matchs,  Henrik Larsson du Celtic Football Club remporte pour la première fois le titre de meilleur buteur du championnat.

## Clubs participants
| \| Aberdeen FC Glasgow · Celtic-Rangers Dundee · Dundee United-Dundee FC Heart of Midlothian Motherwell FC Saint Johnstone Kilmarnock FC \| Localisation des clubs engagés dans le championnat. |
| Aberdeen FC Glasgow · Celtic-Rangers Dundee · Dundee United-Dundee FC Heart of Midlothian Motherwell FC Saint Johnstone Kilmarnock FC                                                           |

| Club                               | Ville       |
| ---------------------------------- | ----------- |
| Aberdeen Football Club             | Aberdeen    |
| Celtic Football Club               | Glasgow     |
| Dundee Football Club               | Dundee      |
| Dundee United Football Club        | Dundee      |
| Dunfermline Athletic Football Club | Dunfermline |
| Heart of Midlothian Football Club  | Édimbourg   |
| Kilmarnock Football Club           | Kilmarnock  |
| Motherwell Football Club           | Motherwell  |
| Saint Johnstone Football Club      | Perth       |
| Rangers Football Club              | Glasgow     |

## Compétition

### La pré-saison
Le transfert d’Andrei Kanchelskis vers les Rangers constitue un nouveau record de transfert en Écosse.

### Les moments forts de la saison
La saison commence le 1er août 1998 par un match entre Aberdeen et Dundee FC. Aberdeen FC l’emporte 2-0 sur le terrain du promu.
Pour la première fois une trêve hivernale de trios semaine coupe de championnat pendant le mois de janvier. Cette nouveauté est très bien perçue par les joueurs et les entraineurs.
Les Rangers s’emparent du titre à la  suite d’une victoire de prestige 3-0 pendant l’Old Firm disputé sur le terrain de son meilleur ennemi le Celtic FC. Le match est très heurté : l’arbitre international Hugh Dallas expulse trois joueurs avant d’être victime d’un jet de pièce de monnaie d’un supporter du Celtic. L’arbitre, blessé sur l’attaque, se fait soigner sur le terrain avant de reprendre la partie.
La quatrième place remportée par Kilmarnock FC lui permet d’être qualifié en Coupe de l’UEFA au titre du classement du Fair-play.

### Classement
Le classement est établi sur le barème de points classique (victoire à 2 points, match nul à 1, défaite à 0).
| Rang | Équipe               | Pts | J  | G  | N  | P  | Bp | Bc | Diff |
| ---- | -------------------- | --- | -- | -- | -- | -- | -- | -- | ---- |
| 1    | Rangers FC           | 77  | 36 | 23 | 8  | 5  | 78 | 31 | +47  |
| 2    | Celtic FC T+C        | 71  | 36 | 21 | 8  | 7  | 84 | 35 | +49  |
| 3    | Saint Johnstone      | 57  | 36 | 15 | 12 | 9  | 39 | 38 | +1   |
| 4    | Kilmarnock FC        | 56  | 36 | 14 | 14 | 8  | 47 | 29 | +18  |
| 5    | Dundee FC P          | 46  | 36 | 13 | 7  | 16 | 36 | 56 | -20  |
| 6    | Heart of Midlothian  | 42  | 36 | 11 | 9  | 16 | 44 | 50 | -6   |
| 7    | Motherwell FC        | 41  | 36 | 10 | 11 | 15 | 35 | 54 | -19  |
| 8    | Aberdeen FC          | 37  | 36 | 10 | 7  | 19 | 43 | 71 | -28  |
| 9    | Dundee United        | 34  | 36 | 8  | 10 | 18 | 37 | 48 | -11  |
| 10   | Dunfermline Athletic | 28  | 36 | 4  | 16 | 16 | 28 | 59 | -31  |

| Légende : Qualifications et relégations | Légende : Qualifications et relégations                                        |
| --------------------------------------- | ------------------------------------------------------------------------------ |
|                                         | Ligue des champions 1999-2000                                                  |
|                                         | Coupe UEFA 1999-2000                                                           |
|                                         | Relégation en deuxième division                                                |
|                                         | T : Tenant du titre C : Vainqueurs de la Coupe d'Écosse de football P : Promus |

### Les matchs

#### Matches 1 à 18
Pendant les 18 premiers matchs chaque équipe rencontre toutes les autres une fois à domicile, une fois à l’extérieur. 
| Résultats (▼dom., ►ext.)                                   | ABE | CEL | DND | DNU | DFR | HRT | KIL | MTH | RAN | SJT |
| Aberdeen FC                                                |     | 3-2 | 2-2 | 0-3 | 2-1 | 2-0 | 0-1 | 1-1 | 1-1 | 0-1 |
| Celtic FC                                                  | 2-0 |     | 6-1 | 2-1 | 5-0 | 1-1 | 1-1 | 2-0 | 5-1 | 0-1 |
| Dundee FC                                                  | 0-2 | 1-1 |     | 2-2 | 1-0 | 1-0 | 1-1 | 1-0 | 0-4 | 0-1 |
| Dundee United                                              | 1-0 | 1-1 | 0-1 |     | 1-1 | 0-0 | 0-2 | 2-2 | 0-0 | 1-1 |
| Dunfermline Athletic                                       | 1-1 | 2-2 | 2-0 | 2-1 |     | 1-1 | 0-3 | 1-1 | 0-2 | 1-1 |
| Heart of Midlothian                                        | 2-0 | 2-1 | 0-2 | 0-1 | 2-1 |     | 2-1 | 3-0 | 2-1 | 1-1 |
| Kilmarnock FC                                              | 4-0 | 2-0 | 2-1 | 2-0 | 0-0 | 3-0 |     | 0-0 | 1-3 | 2-2 |
| Motherwell FC                                              | 2-2 | 1-2 | 2-1 | 1-0 | 0-0 | 3-2 | 0-0 |     | 1-0 | 1-0 |
| Rangers FC                                                 | 2-1 | 0-0 | 1-0 | 2-1 | 1-1 | 3-0 | 1-0 | 2-1 |     | 4-0 |
| Saint Johnstone                                            | 2-0 | 2-1 | 1-1 | 1-3 | 1-1 | 1-1 | 0-0 | 5-0 | 0-7 |     |
| - Victoire à domicile - Match nul - Victoire à l'extérieur |     |     |     |     |     |     |     |     |     |     |

#### Matches 19 à 36
Pendant les 18 derniers matchs chaque équipe rencontre toutes les autres une fois à domicile, une fois à l’extérieur. 
| Résultats (▼dom., ►ext.)                                   | ABE | CEL | DND | DNU | DFR | HRT | KIL | MTH | RAN | SJT |
| Aberdeen FC                                                |     | 1-5 | 1-2 | 0-4 | 3-1 | 2-5 | 2-1 | 1-1 | 2-4 | 1-0 |
| Celtic FC                                                  | 3-2 |     | 5-0 | 2-1 | 5-0 | 3-0 | 1-0 | 1-0 | 0-3 | 5-0 |
| Dundee FC                                                  | 1-2 | 0-3 |     | 1-3 | 3-1 | 2-0 | 2-1 | 1-0 | 1-1 | 0-1 |
| Dundee United                                              | 3-0 | 1-2 | 0-3 |     | 1-1 | 1-3 | 0-0 | 0-3 | 1-2 | 0-1 |
| Dunfermline Athletic                                       | 1-2 | 1-2 | 2-0 | 2-2 |     | 0-0 | 0-6 | 1-2 | 0-3 | 1-0 |
| Heart of Midlothian                                        | 0-2 | 2-4 | 1-2 | 4-1 | 2-0 |     | 2-2 | 0-2 | 2-3 | 0-2 |
| Kilmarnock FC                                              | 4-2 | 0-0 | 0-0 | 2-0 | 0-0 | 1-0 |     | 0-1 | 0-5 | 1-1 |
| Motherwell FC                                              | 1-1 | 1-7 | 1-2 | 2-0 | 1-1 | 0-4 | 1-2 |     | 1-5 | 1-2 |
| Rangers FC                                                 | 3-0 | 2-2 | 6-1 | 0-1 | 1-0 | 0-0 | 1-1 | 2-1 |     | 1-0 |
| Saint Johnstone                                            | 4-1 | 1-0 | 1-0 | 1-0 | 1-1 | 0-0 | 0-1 | 0-0 | 3-1 |     |
| - Victoire à domicile - Match nul - Victoire à l'extérieur |     |     |     |     |     |     |     |     |     |     |

## Bilan de la saison
| Tableau d'honneur                |            |
| Compétition                      | Vainqueur  |
| Championnat d'Écosse de football | Rangers FC |
| Coupe d'Écosse de football       | Celtic FC  |

| Promotions et relégations |                      |
| Promus                    | Dunfermline Athletic |
| Relégués                  | Dundee FC            |

## Statistiques

### Affluences
Voici la liste des affluences moyennes obtenues dans les stades des différentes équipes disputant le championnat : 
| Equipe               | Moyenne de spectateurs |
| -------------------- | ---------------------- |
| Celtic FC            | 59233                  |
| Rangers FC           | 49094                  |
| Heart of Midlothian  | 14232                  |
| Aberdeen FC          | 12,713                 |
| Kilmarnock FC        | 11,184                 |
| Dundee United        | 9,187                  |
| Motherwell FC        | 8,533                  |
| Dunfermline Athletic | 7,375                  |
| Dundee FC            | 7,178                  |
| Saint Johnstone      | 7,038                  |

### Meilleur buteur
| Joueur         | buts | équipe        |
| -------------- | ---- | ------------- |
| Henrik Larsson | 27   | Celtic FC     |
| Rod Wallace    | 19   | Rangers FC    |
| Billy Dodds    | 16   | Dundee United |